# Avenida Huamachuco
La avenida Huamachuco es una de las principales avenidas de la ciudad de Lambayeque, en el departamento de Lambayeque, Perú. Es unas de las avenidas más extensas de la ciudad, contando con 1,34 km de longitud que recorren un total de 14 cuadras.
En sus alrededores se ubican tiendas, hoteles, apartamentos, colegios y parques, cruza puntos muy concurridos de la ciudad como el Museo Brüning, el Estadio César Flores Marigorda y la Universidad Nacional Pedro Ruiz Gallo.

## Recorrido
Se inicia por el norte en la intersección con la calle Mariscal Ureta y termina por el sur en la intersección con la Panamericana Norte.

## Galería

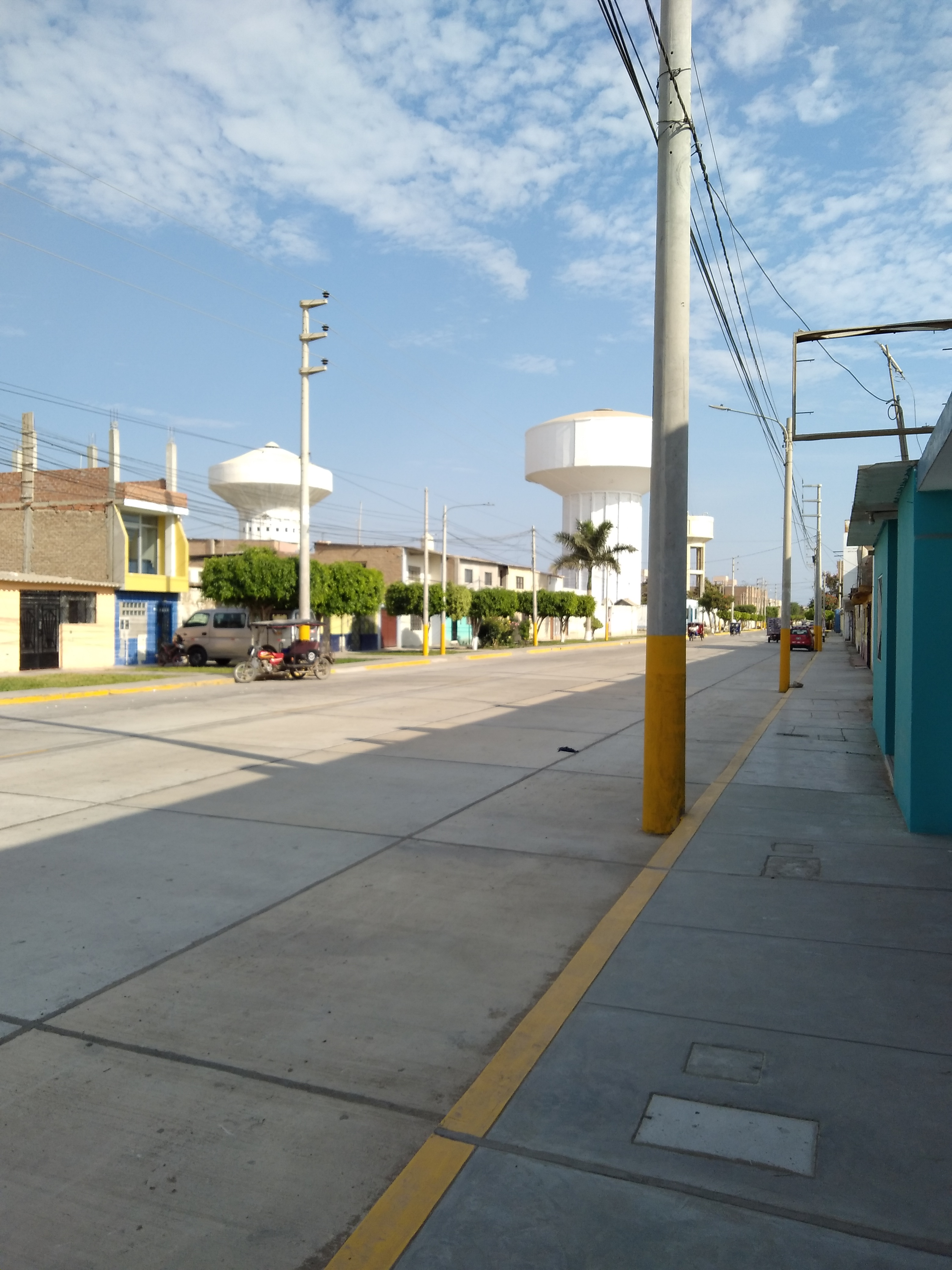
Primera cuadra.
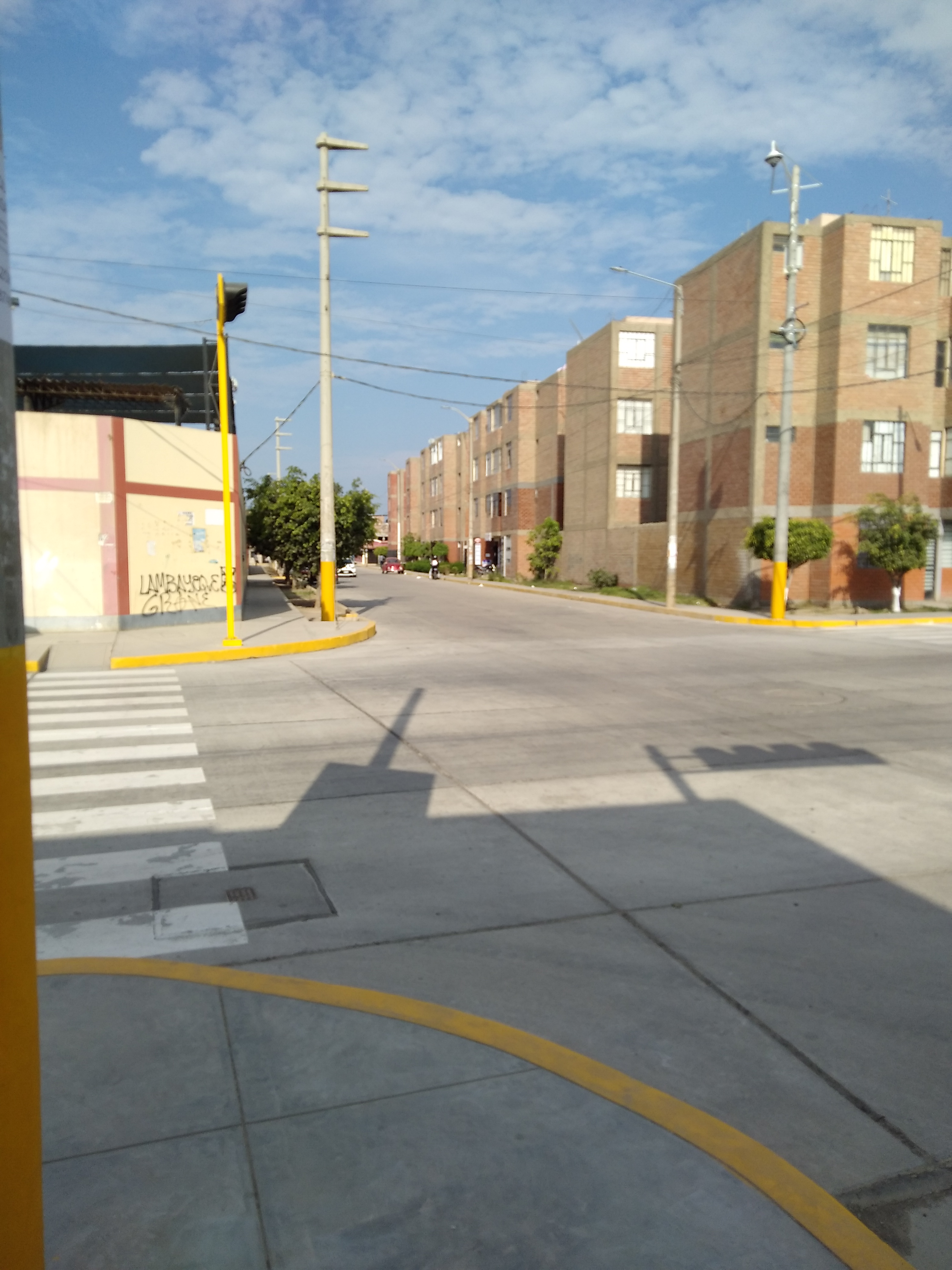
Colegio Sara Antonieta Bullón y edificios de vivienda.
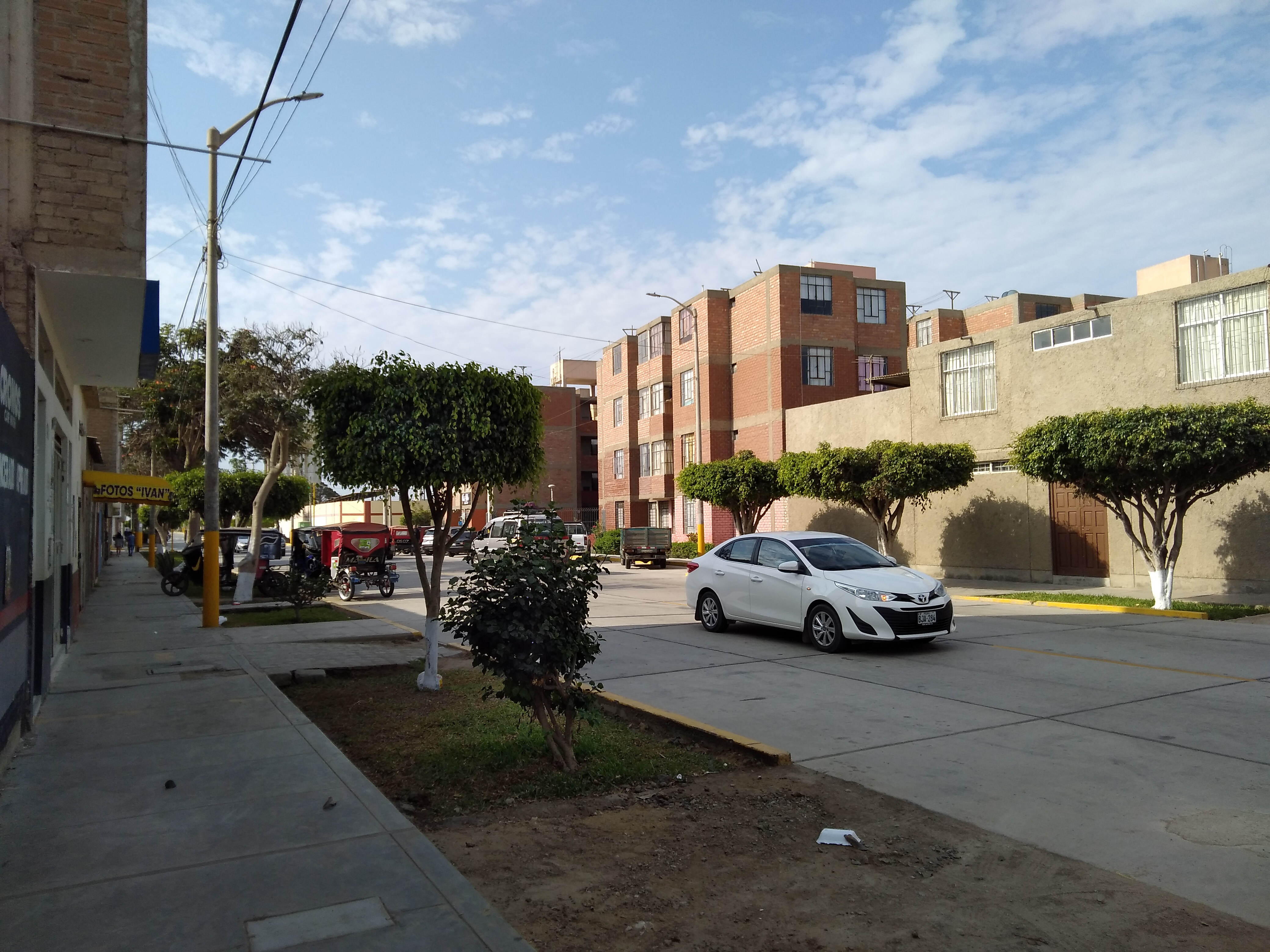
Frente al Colegio Nuestra Señora del Carmen.
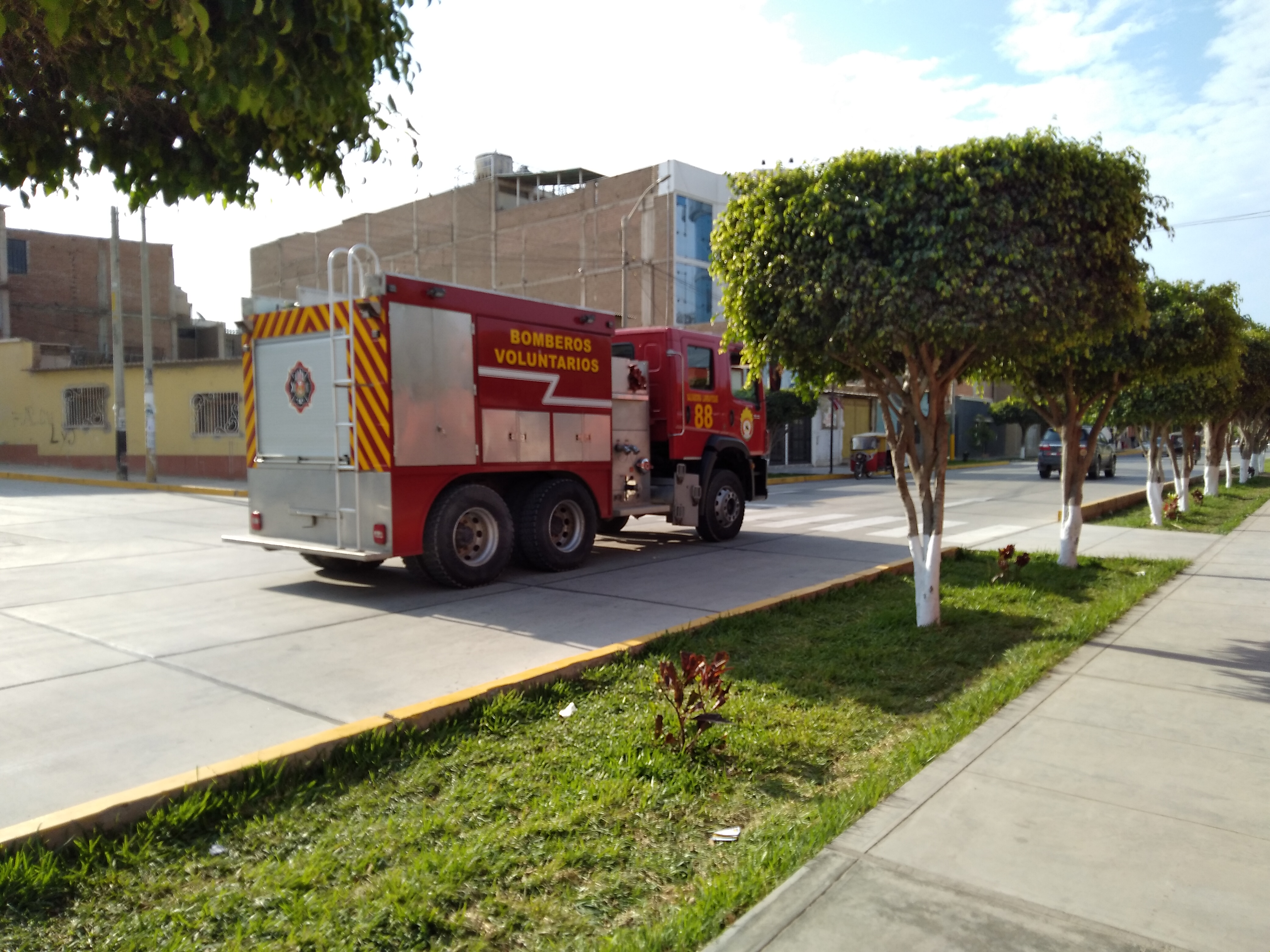
Camión de bomberos cruzando la avenida.
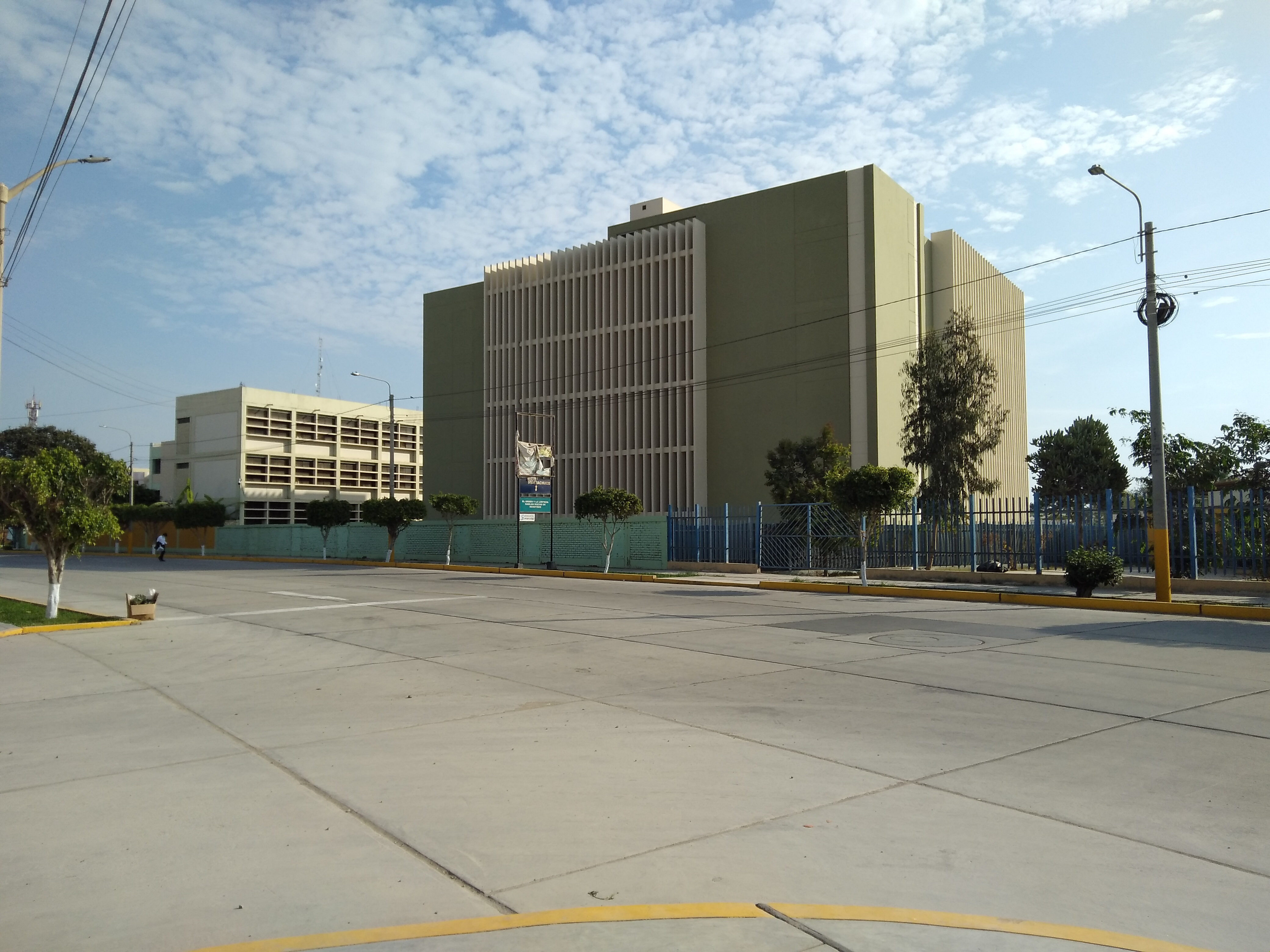
Universidad Nacional Pedro Ruiz Gallo.